# Burns (Tennessee)
Burns – miasto w Stanach Zjednoczonych, w stanie Tennessee, w hrabstwie Dickson.